# دوري أبطال أوروبا للسيدات 2009–10
دوري أبطال أوروبا للسيدات 2009–10 (بالإنجليزية: 2009–10 UEFA Women's Champions League)‏ هو الموسم التاسع من البطولة والأول بمسماه الجديد دوري أبطال أوروبا للسيدات. شارك فيه  53 فريقاً، وفاز فيه توربينه بوتسدام.